# Kostandin Kristoforidhi

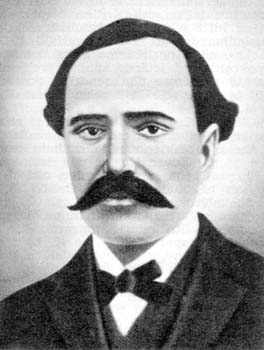
Abbild Kristoforidhis, Jahr unbekannt

Kostandin Kristoforidhi (auch Konstandin Kristoforidhi; griechisch Κωνσταντίνος Χριστοφορίδης Konstandínos Kristoforídhis; * 1827 in Elbasan; † 1895 ebenda) war ein albanischer Autor und Übersetzer. Er engagierte sich in der albanischen Nationalbewegung Rilindja.

## Leben
Kristoforidhi besuchte das griechische Gymnasium Zosimea in Ioannina; später studierte er Philologie in Athen. Er war außerordentlich sprachbegabt. Neben seiner Muttersprache Albanisch sowie Alt- und Neugriechisch beherrschte er auch Hebräisch, Türkisch, Bulgarisch, Italienisch und Französisch.
Kristoforidhi befasste sich intensiv mit der albanischen Sprache. 1857 verfasste er ein Memorandum, in dem er die Notwendigkeit einer einheitlichen albanischen Schriftsprache begründete und damit die Initialzündung für die diesbezüglichen Bemühungen innerhalb der albanischen Nationalbewegung gab.

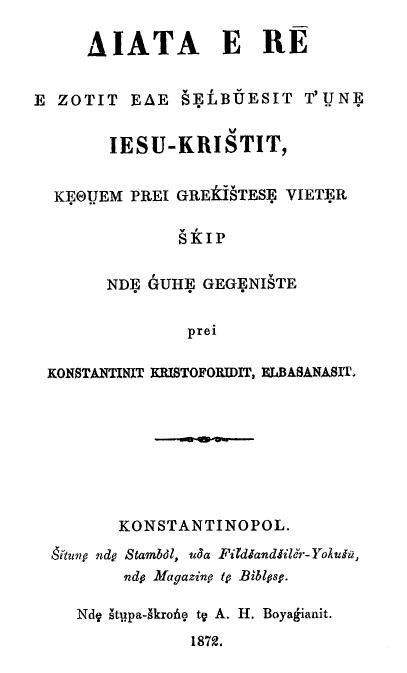
Kristoforidhis gegische Übersetzung des Neuen Testaments

Von Kristoforidhi stammt von 1869 die erste vollständige Übertragung des Neuen Testaments und der Psalmen ins Albanische. Er erarbeitete dabei sowohl eine Version im gegischen als auch eine im toskischen Dialekt, denen er somit den gleichen Rang für die Literaturproduktion verlieh. Zu seinem Übersetzungswerk hatte ihn die Londoner Bibelgesellschaft angeregt, die ihn während der Arbeit auch materiell unterstützte und die Kosten für den Erstdruck übernahm. Kristoforidhis eigenständige Werke sind weniger literarischer denn sprachpraktischer und didaktischer Natur. 1867 war er der führende Kopf einer Kommission von Literaten, die das sogenannte Stamboller Alphabet (eine leichte Adaption des Lateinischen Alphabets) als Standard für den Druck albanischer Bücher festlegte.
Nach einem Aufenthalt in Konstantinopel von 1865 bis 1870 unternahm Kristoforidhi einige Reisen auch in Albanien, als er 1878 wieder nach Konstantinopel zurückkehrte. 1884 ließ er sich endgültig in seiner Geburtsstadt Elbasan nieder und starb dort 1895.

## Veröffentlichungen (Auswahl)
- Abetare. (ABC-Buch, gegisch 1867, toskisch 1868)
- Dhjata e Re. (Neues Testament, gegisch, 1869) (Digitalisat der Ausgabe von 1872)
- Istoria e shkronjësë shënjtëruarë. (1872)
- Γραμματική τῆς γλώσσης κατὰ τὴν τοσκικὴν διάλεκτον Grammatikē tēs glossēs kata tēn toskikēn dialekton. (Grammatik des toskischen Dialekts, 1882)
- Λεξικὸν τῆς ἀλβανικῆς γλώσσης Lexikon tēs albanikēs glōssēs. (Griechisch-Albanisches Wörterbuch, erschienen 1904 in Athen nach seinem Tod)